# Sipaho
Sipaho is een bestuurslaag in het regentschap Padang Lawas Utara van de provincie Noord-Sumatra, Indonesië. Sipaho telt 3031 inwoners (volkstelling 2010).